# Kasachischer Fußballpokal 2021
Der Kasachische Fußballpokal 2021 war die 29. Austragung des Pokalwettbewerbs im Fußball in Kasachstan. Pokalsieger wurde FK Qairat Almaty. Das Team setzte sich im Finale gegen Schachtjor Qaraghandy nach Elfmeterschießen durch. Titelverteidiger war Qaisar Qysylorda, wobei der Wettbewerb 2020 aufgrund der COVID-19-Pandemie in Kasachstan abgesagt wurde.

## Modus
Die Mannschaften der ersten und zweiten Liga spielten in drei Runden zwei Teams aus, die mit den Vereinen der Premjer-Liga die Gruppenphase bestritten. In den vier Gruppen qualifizierten sich die jeweils besten zwei Teams für das Viertelfinale.

## Teilnehmende Mannschaften
| Premjer-Liga alle Vereine der Saison 2021 | Erste Liga sechs Vereine der Saison 2021                                                      | Zweite Liga acht Vereine der Saison 2021                                                                                  |
| Qaisar Qysylorda (TV) Aqschajyq Oral FK Aqtöbe FK Astana FK Atyrau Kaspij Aqtau Schachtjor Qaraghandy Tobyl Qostanai FK Qairat Almaty Ordabassy Schymkent FK Qysyl-Schar SK Schetissu Taldyqorghan FK Taras FK Turan | FK Aqsu FK Ekibastus FK Igilik Qaratau FK Qyran Türkistan FK Machtaaral Oqschetpes Kökschetau | FK Altai Semei Schenis Astana SD Family Astana Akademija Ontustik FK Rusajewka Schas Kyran SDJuSSchOR № 8 Jassi Türkistan |

## 1. Runde
Freilos: FK Altai Semei und Akademija Ontustik
| Datum      |                       | Ergebnis        |                    |
| ---------- | --------------------- | --------------- | ------------------ |
| 22.04.2021 | FK Rusajewka          | 1:3             | Jassi Türkistan    |
| 22.04.2021 | SD Family Astana      | 0:9             | FK Qyran Türkistan |
| 22.04.2021 | Schas Kyran           | 0:2             | FK Machtaaral      |
| 22.04.2021 | FK Ekibastus          | 3:3 (2:4 i. E.) | FK Aqsu            |
| 22.04.2021 | Oqschetpes Kökschetau | 3:1             | Schenis Astana     |
| 22.04.2021 | FK Igilik Qaratau     | 2:3             | SDJuSSchOR № 8     |

## 2. Runde
| Datum      |                 | Ergebnis  |                       |
| ---------- | --------------- | --------- | --------------------- |
| 01.05.2021 | SDJuSSchOR № 8  | 3:0       | FK Altai Semei        |
| 01.05.2021 | Jassi Türkistan | 0:1       | Akademija Ontustik    |
| 01.05.2021 | FK Aqsu         | 2:1       | FK Qyran Türkistan    |
| 01.05.2021 | FK Machtaaral   | 3:1 n. V. | Oqschetpes Kökschetau |

## 3. Runde
| Datum      |                | Ergebnis |                    |
| ---------- | -------------- | -------- | ------------------ |
| 01.05.2021 | SDJuSSchOR № 8 | 1:0      | Akademija Ontustik |
| 01.05.2021 | FK Machtaaral  | 1:0      | FK Aqsu            |

## Gruppenphase

### Gruppe A
| Pl. | Verein                | Sp. | S | U | N | Tore    | Diff. | Punkte |
| --- | --------------------- | --- | - | - | - | ------- | ----- | ------ |
| 1.  | Schachtjor Qaraghandy | 6   | 4 | 0 | 2 | 018:140 | +4    | 12     |
| 2.  | FK Qysyl-Schar SK     | 6   | 3 | 2 | 1 | 016:800 | +8    | 11     |
| 3.  | Ordabassy Schymkent   | 6   | 3 | 1 | 2 | 014:700 | +7    | 10     |
| 4.  | SDJuSSchOR № 8        | 6   | 0 | 1 | 5 | 006:250 | −19   | 01     |

|                       | Schachtjor Qaraghandy | FK Qysyl-Schar SK | Ordabassy Schymkent | SDJuSSchOR № 8 |
| --------------------- | --------------------- | ----------------- | ------------------- | -------------- |
| Schachtjor Qaraghandy |                       | 3:2               | 3:2                 | 7:1            |
| FK Qysyl-Schar SK     | 8:1                   |                   | 1:1                 | 1:1            |
| Ordabassy Schymkent   | 1:0                   | 0:1               |                     | 7:1            |
| SDJuSSchOR № 8        | 0:4                   | 2:3               | 1:3                 |                |

### Gruppe B
| Pl. | Verein         | Sp. | S | U | N | Tore    | Diff. | Punkte |
| --- | -------------- | --- | - | - | - | ------- | ----- | ------ |
| 1.  | Tobyl Qostanai | 6   | 4 | 0 | 2 | 013:110 | +2    | 12     |
| 2.  | FK Taras       | 6   | 3 | 1 | 2 | 008:800 | ±0    | 10     |
| 3.  | FK Machtaaral  | 6   | 2 | 3 | 1 | 013:900 | +4    | 09     |
| 4.  | FK Atyrau      | 6   | 0 | 2 | 4 | 005:110 | −6    | 02     |

|                | Tobyl Qostanai | FK Taras | FK Machtaaral | FK Atyrau |
| -------------- | -------------- | -------- | ------------- | --------- |
| Tobyl Qostanai |                | 2:1      | 3:4           | 2:0       |
| FK Taras       | 1:3            |          | 1:1           | 1:0       |
| FK Machtaaral  | 4:0            | 1:2      |               | 1:1       |
| FK Atyrau      | 1:3            | 1:2      | 2:2           |           |

### Gruppe C
| Pl. | Verein           | Sp. | S | U | N | Tore    | Diff. | Punkte |
| --- | ---------------- | --- | - | - | - | ------- | ----- | ------ |
| 1.  | FK Astana        | 6   | 3 | 2 | 1 | 006:600 | ±0    | 11     |
| 2.  | Qaisar Qysylorda | 6   | 3 | 2 | 1 | 006:200 | +4    | 11     |
| 3.  | Aqschajyq Oral   | 6   | 3 | 1 | 2 | 007:500 | +2    | 10     |
| 4.  | FK Aqtöbe        | 6   | 0 | 1 | 5 | 005:110 | −6    | 01     |

|                  | FK Astana | Qaisar Qysylorda | Aqschajyq Oral | FK Aqtöbe |
| ---------------- | --------- | ---------------- | -------------- | --------- |
| FK Astana        |           | 1:0              | 1:0            | 3:2       |
| Qaisar Qysylorda | 0:0       |                  | 3:0            | 1:0       |
| Aqschajyq Oral   | 3:0       | 0:0              |                | 2:1       |
| FK Aqtöbe        | 1:1       | 1:2              | 0:2            |           |

### Gruppe D
| Pl. | Verein                 | Sp. | S | U | N | Tore    | Diff. | Punkte |
| --- | ---------------------- | --- | - | - | - | ------- | ----- | ------ |
| 1.  | Kaspij Aqtau           | 6   | 4 | 1 | 1 | 010:400 | +6    | 13     |
| 2.  | FK Qairat Almaty       | 6   | 3 | 0 | 3 | 011:900 | +2    | 09     |
| 3.  | Schetissu Taldyqorghan | 6   | 2 | 1 | 3 | 003:500 | −2    | 07     |
| 4.  | FK Turan               | 6   | 2 | 0 | 4 | 005:110 | −6    | 06     |

|                        | Kaspij Aqtau | FK Qairat Almaty | Schetissu Taldyqorghan | FK Turan |
| ---------------------- | ------------ | ---------------- | ---------------------- | -------- |
| Kaspij Aqtau           |              | 2:4              | 1:0                    | 4:0      |
| FK Qairat Almaty       | 0:2          |                  | 3:0                    | 0:1      |
| Schetissu Taldyqorghan | 0:0          | 0:1              |                        | 1:0      |
| FK Turan               | 0:1          | 4:3              | 0:2                    |          |

## Viertelfinale
| Datum             |                   | Gesamt |                       | Hinspiel | Rückspiel |
| ----------------- | ----------------- | ------ | --------------------- | -------- | --------- |
| 21.08./22.09.2021 | FK Qysyl-Schar SK | 0:2    | Tobyl Qostanai        | 0:1      | 0:1       |
| 21.08./22.09.2021 | FK Astana         | 4:3    | Kaspij Aqtau          | 3:3      | 1:0 n. V. |
| 22.09./27.10.2021 | FK Qairat Almaty  | 5:0    | Qaisar Qysylorda      | 3:0      | 2:0 n. V. |
| 22.09./27.10.2021 | FK Taras          | 1:3    | Schachtjor Qaraghandy | 0:0      | 1:3       |

## Halbfinale
| Datum             |                       | Gesamt |                  | Hinspiel | Rückspiel |
| ----------------- | --------------------- | ------ | ---------------- | -------- | --------- |
| 06.11./21.11.2021 | Schachtjor Qaraghandy | 7:2    | Tobyl Qostanai   | 5:2      | 2:0       |
| 07.11./20.11.2021 | FK Astana             | 0:6    | FK Qairat Almaty | 0:3      | 0:3       |

## Finale
| Paarung               | FK Qairat Almaty – Schachtjor Qaraghandy |
| Ergebnis              | 3:3 n. V. (2:2, 2:0); 9:8 i. E. |
| Datum                 | 28. November 2021 um 20:30 Uhr (UTC+6) |
| Stadion               | Astana Arena, Nur-Sultan |
| Zuschauer             | 4.000 |
| Schiedsrichter        | Igor Tschesnokow |
| Tore                  | 1:0 Vágner Love (6.) 2:0 Vágner Love (40.) 2:1 Gabyschew (48.) 2:2 Toschew (75.) 2:3 Tättybajew (97., Foulelfmeter) 3:3 Schuschenatschew (110.) Elfmeterschießen: 1:0 Äbiken 1:1 Graf 2:1 Alykulow 2:2 Mawutor 3:2 Alves Pokatilow hält gegen Kybyrai 4:2 Góralski 4:3 Umajew Älip schießt neben das Tor 4:4 Tattybajew 5:4 Schuschenatschew 5:5 Lamanje 6:5 Worogowski 6:6 Nadscharjan 7:6 Bagnack 7:7 Chosin 8:7 Paljakou 8:8 Schazki 9:8 Howhannisjan Pokatilow hält gegen Nasymchanow |
| FK Qairat Almaty      | Stas Pokatilow – Nuraly Älip, Macky Bagnack, Vágner Love (102. Aibol Äbiken), Jan Worogowski – Jacek Góralski, José Kanté (78. Artur Schuschenatschew), Kamo Howhannisjan, João Paulo (81. Güldschigit Alykulow), Ricardo Alves, Dsjanis Paljakou Cheftrainer: Gurban Berdiýew |
| Schachtjor Qaraghandy | Igor Schazki – Michail Gabyschew (60. Jeskendir Kybyrai), Ivan Graf, Abdel Lamanje, David Mawutor – Pawel Nasarenko, Edin Rustemović (70. Alan Tschotschiew, 94. Abylajchan Nasymchanow), Martin Toschew (90. Ajdos Tattybajew), Idris Umajew – Wladimir Chosin, Stefan Bukorac (70. Geworg Nadscharjan) Cheftrainer: Magomed Adijew |
| Gelbe Karten          | Kanté (103.) – Bukorac (69.), Mawutor (82.), Kybyrai (93.), Umajew (102.) |
| Besonderheiten        | Der Elfmeter von Alves zum 3:2 war eine Wiederholung, da sich Torwart Schazki vor der Abwehr zu früh von der Torlinie entfernte. |